# Pták na drátě
Pták na drátě (v originále Bird on a Wire) je americký akční komediální film z roku 1990, který režíroval John Badham a v hlavních rolích se představili Mel Gibson a Goldie Hawn. Gibson ztvárňuje Ricka Jarmina, muže v programu ochrany svědků, který se nečekaně setká se svou bývalou přítelkyní Marianne Graves, kterou hraje Hawn, a oba se ocitnou na útěku. Film získal smíšené recenze od kritiků, ale stal se úspěšným v kinech.

## Děj
Film vypráví příběh právničky Marianne Graves, která se v Detroitu náhodou setká se svým bývalým snoubencem Rickem Jarminem. Rick žije pod novou identitou v programu ochrany svědků a Marianne ho považovala za mrtvého. Když ho sleduje, je svědkem pokusu o jeho vraždu ze strany zkorumpovaných agentů DEA, Sorensona a Diggse, kteří se mu chtějí pomstít za odsouzení Sorensona. Marianne Rickovi pomůže utéct.
Rick se snaží kontaktovat svého bývalého styčného důstojníka FBI, ale ten si ho nepamatuje; nový kontakt ve FBI Weyburn spolupracuje s agenty DEA. Rick a Marianne se proto obracejí na Rickovy kontakty z minulosti. Při útěku před vrahy se dostanou do zoo, kde Rick kdysi pracoval. Pouští zvířata z klecí, aby jim pomohla v boji proti útočníkům. Diggs je zabit lvem, Weyburn sněden piraniami a Sorenson zemře po zásahu elektrickým proudem.
Rick a Marianne přežijí a plánují společnou budoucnost.

## Obsazení
- Mel Gibson jako Richard "Rick" Jarmin
- Goldie Hawn jako Marianne Graves
- David Carradine jako Eugene Sorenson
- Bill Duke jako Albert "Diggs" Diggins
- Stephen Tobolowsky jako Joe Weyburn
- Joan Severance jako Rachel Varney
- Jeff Corey jako Lou Baird
- John Pyper-Ferguson jako Jamie
- Clyde Kusatsu jako pan Takawaki
- Kevin McNulty jako Brad
- Christopher Judge jako policista v kavárně